# Rameshwar Oraon

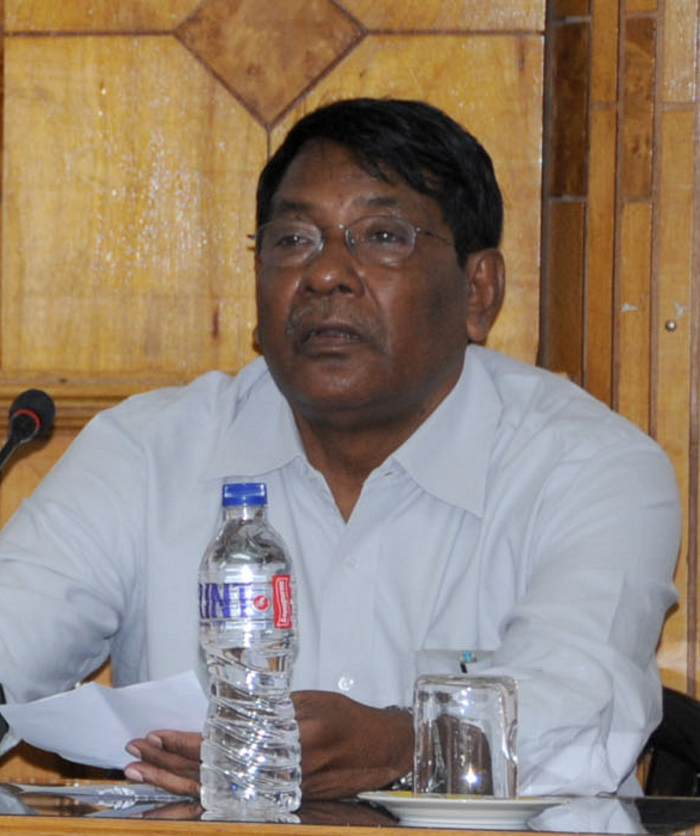
Rameshwar Oraon, 2012

Rameshwar Oraon (* 14. Februar 1947 in Chianki, Jharkhand) ist ein indischer Politiker, der als Kandidat der Kongresspartei den Wahlkreis Lohardaga im ostindischen Bundesstaat Jharkhand im nationalen Unterhaus repräsentiert.
Oraon promovierte in Ökonomie an der Universität von Ranchi, bevor er 1972 in den nationalen Polizeidienst trat.
Am 7. April 2008 wurde Oraon als Minister für Stammesangelegenheiten („tribal affairs“) im ersten Kabinett unter Manmohan Singh vereidigt. Der neuen Regierung unter Manmohan Singh ab 2009 gehörte er nicht mehr an.